# Éric Junior Dina-Ebimbe
Éric Junior Dina-Ebimbe (Stains, Isla de Francia, Francia, 21 de noviembre de 2000) es un futbolista francés que juega en la demarcación de centrocampista para el Eintracht Fráncfort de la 1. Bundesliga de Alemania.

## Trayectoria
Nacido en Stains, se unió a las categorías inferiores del Paris Saint-Germain en julio de 2016. 
Firmó su primer contrato profesional con el club el 1 de julio de 2019, con una fecha de expiración hasta el 30 de junio de 2023. Donde fue cedido en el mes de julio al Le Havre hasta el 30 de julio, donde regresaría al PSG.
El 22 de agosto de 2020 debutó con el Dijon F. C. O. en una derrota por 1 a 0 ante el Angers. Precisamente a este equipo fue cedido en el mes de julio hasta final de temporada.

## Estadísticas

### Clubes
Actualizado al último partido disputado el 7 de noviembre de 2024.
| Club                                 | Div.          | Temporada     | Liga  | Liga  | Liga   | Copas nacionales | Copas nacionales | Copas nacionales | Copas internacionales | Copas internacionales | Copas internacionales | Total | Total | Total  |
| Club                                 | Div.          | Temporada     | Part. | Goles | Asist. | Part.            | Goles            | Asist.           | Part.                 | Goles                 | Asist.                | Part. | Goles | Asist. |
| ------------------------------------ | ------------- | ------------- | ----- | ----- | ------ | ---------------- | ---------------- | ---------------- | --------------------- | --------------------- | --------------------- | ----- | ----- | ------ |
| París Saint-Germain F. C. II Francia | 4.ª           | 2018-19       | 24    | 2     | 0      | —                | —                | —                | —                     | —                     | —                     | 24    | 2     | 0      |
| París Saint-Germain F. C. II Francia | Total club    | Total club    | 24    | 2     | 0      | 0                | 0                | 0                | 0                     | 0                     | 0                     | 24    | 2     | 0      |
| Le Havre Francia                     | 2.ª           | 2019-20       | 25    | 3     | 1      | 0                | 0                | 0                | —                     | —                     | —                     | 25    | 3     | 1      |
| Le Havre Francia                     | Total club    | Total club    | 25    | 3     | 1      | 0                | 0                | 0                | 0                     | 0                     | 0                     | 25    | 3     | 1      |
| Dijon F. C. O. Francia               | 1.ª           | 2020-21       | 30    | 1     | 1      | 1                | 0                | 0                | —                     | —                     | —                     | 31    | 1     | 1      |
| Dijon F. C. O. Francia               | Total club    | Total club    | 30    | 1     | 1      | 1                | 0                | 0                | 0                     | 0                     | 0                     | 31    | 1     | 1      |
| París Saint-Germain F. C. Francia    | 1.ª           | 2021-22       | 10    | 0     | 0      | 3                | 0                | 1                | 1                     | 0                     | 0                     | 14    | 0     | 1      |
| París Saint-Germain F. C. Francia    | Total club    | Total club    | 10    | 0     | 0      | 3                | 0                | 1                | 1                     | 0                     | 0                     | 14    | 0     | 1      |
| Eintracht Fráncfort · Alemania       | 1.ª           | 2022-23       | 19    | 3     | 1      | 4                | 0                | 0                | 6                     | 0                     | 0                     | 29    | 3     | 1      |
| Eintracht Fráncfort · Alemania       | 1.ª           | 2023-24       | 31    | 5     | 3      | 3                | 2                | 0                | 10                    | 3                     | 1                     | 44    | 10    | 4      |
| Eintracht Fráncfort · Alemania       | 1.ª           | 2024-25       | 5     | 0     | 1      | 1                | 0                | 0                | 4                     | 2                     | 0                     | 10    | 2     | 1      |
| Eintracht Fráncfort · Alemania       | Total club    | Total club    | 55    | 8     | 5      | 8                | 2                | 0                | 20                    | 5                     | 1                     | 83    | 15    | 6      |
| Total carrera                        | Total carrera | Total carrera | 144   | 14    | 7      | 12               | 2                | 1                | 21                    | 5                     | 1                     | 177   | 21    | 9      |

## Palmarés

### Campeonatos nacionales
| Título  | Club                | País    | Año     |
| ------- | ------------------- | ------- | ------- |
| Ligue 1 | Paris Saint-Germain | Francia | 2018-19 |
| Ligue 1 | Paris Saint-Germain | Francia | 2021-22 |